# 남형제섬
남형제도(南兄弟島)은 부산광역시 사하구 다대동에 있는 섬이다. 부산광역시의 최남단에 있으며 몰운대 남쪽해안에서 약 16km 떨어져 있다. 남형제섬이라고도 한다. 특정도서로 지정하여 관리되고 있다.

## 특정도서
남형제도는 시스택, 해식애, 해식동 등 지형·경관이 우수하여 독도 등 도서지역의 생태계보전에 관한 특별법에 의거 특정도서로 지정되었다. 2008년 12월 26일에 고시되었다.
- 지정번호 : 제138호
- 면적 : 10,382m2
- 지번 : 부산광역시 사하구 다대동 산149

### 행위 제한
특정도서안에서는 「대한민국 독도 등 도서지역의 생태계보전에 관한 특별법」 제8조에 의거 누구든지 다음 각호의 1에 해당하는 행위를 하거나 허가를 하여서는 아니된다.
- 건축물·공작물의 신축·개축·증축
- 개간·매립·준설 또는 간척
- 택지의 조성·토지의 형질변경·토지의 분할
- 공유수면의 매립
- 입목·죽의 벌채 또는 훼손
- 도로의 신설
- 흙·모래·자갈·돌의 채취, 광물의 채굴, 지하수의 개발
- 가축의 방목, 야생동물의 포획·살생 또는 그 알의 채취, 야생식물의 채취
- 특정도서에 서식하거나 도래하는 야생 동·식물 또는 특정도서 안에 존재하는 자연적 생성물을 그 섬 밖으로 반출하는 행위
- 특정도서 안으로 생태계 위해 외래 동·식물을 반입하는 행위
- 폐기물을 매립 또는 투기하는 행위
- 인화물질을 이용하여 음식물을 짓거나 야영을 하는 행위
- 지질·지형·자연적 생성물의 형상손괴 기타 이와 유사한 행위

## 해양보호구역
2013년 11월 29일 해양생태계 보전 및 관리에 관한 법률 제25조의 규정에 의하여 부산광역시 사하구 다대동 남형제섬 주변해역을 해양보호구역으로 지정ㆍ고시하였다.
- 지정번호 : 해양수산부 해양보호구역 제7호
- 명 칭 : 남형제섬 주변해역 해양보호구역(해양생태계)
- 지정년월일 : 2013년 11월 29일
- 지정목적 : 남형제섬 주변해역의 보호대상해양생물의 서식지를 보호하고 산호, 해초 등 우수한 해저경관 및 생태계를 보전ㆍ관리
  - 근거법령 : 해양생태계 보전 및 관리에 관한 법률 제25조
- 관리청 : 부산지방해양항만청
- 위치 및 면적
  - 행정구역 : 부산광역시 사하구 다대동
  - 면적 : 0.1km2
  - 경위도 좌표 : 관보[2] 참조
  - 도면 : 관보[2] 참조
  - 관계도서의 열람 방법 : 관계도서는 부산광역시 사하구청 경제진흥과에 비치하여 열람 가능
- 어업권․광업권 등의 이용현황 : 관보[2] 참조
  - 어업권 현황 : 해당사항 없음
  - 광업권 현황 : 해당사항 없음
- 보호구역내 주요자원 명칭․위치․범위 및 규모
  - 주요자원 명칭 : (무척추동물) 나팔고둥, 밤수지맨드라미, 해송, 옆새우류, 바다대벌레류, 상어껍질별벌레, (해조류) 곰피, 큰열매모자반, 작은구슬산호말, 고리마디게발
  - 주요자원 위치․범위 및 규모 : 관보[2] 참조